# Municipio de Rockwood (condado de Wadena)
El municipio de Rockwood (en inglés: Rockwood Township) es un municipio ubicado en el condado de Wadena en el estado estadounidense de Minnesota. En el año 2010 tenía una población de 390 habitantes y una densidad poblacional de 4,36 personas por km².

## Geografía
El municipio de Rockwood se encuentra ubicado en las coordenadas 46°35′6″N 95°5′36″O / 46.58500, -95.09333. Según la Oficina del Censo de los Estados Unidos, el municipio tiene una superficie total de 89.53 km², de la cual 89,53 km² corresponden a tierra firme y (0 %) 0 km² es agua.

## Demografía
Según el censo de 2010, había 390 personas residiendo en el municipio de Rockwood. La densidad de población era de 4,36 hab./km². De los 390 habitantes, el municipio de Rockwood estaba compuesto por el 97,44 % blancos, el 0,26 % eran afroamericanos, el 0,26 % eran amerindios, el 0,26 % eran asiáticos, el 0,77 % eran de otras razas y el 1,03 % eran de una mezcla de razas. Del total de la población el 1,79 % eran hispanos o latinos de cualquier raza.